# Gymnoscelis ectochlora
Gymnoscelis ectochlora là một loài bướm đêm trong họ Geometridae.